# Kebehsenuf
| W15 | sn | sn | sn | f |

| W15 | sn | sn | sn | f |

Kebehsenuf (On, ki osveži svoje brate) je bil staroegipčansko božanstvo, eden od štirih Horovih sinov, bog zaščite in zahoda. V njegovem kanopskem vrču se je hranilo mumificirano črevesje  pokojnika.  Na pokrovu vrča je bil upodobljen s sokolovo glavo. Njegova zaščitnica je bila boginja Serket. 
Drobovje svetih živali so vedeževalci uporabljali za napovedovanje prihodnosti. Črevesje ja lahko bilo tudi žrtev zastrupitve. Pred smrtjo z zastrupitvijo je božanstvo  kanopskega vrča ščitila boginja Serket, ki je nosila simbol škorpijona.
Kebehnesuf reče: »Jaz sem tvoj sin, o, Oziris, zmagoslavni. Prišel sem, da bi te zaščitil. Zbral sem tvoje kosti in jih pobral skupaj s tvojimi udi. Prinesel sem tvoje srce in ga na prestolu položil v tvoje telo. In tvojo hišo sem uredil, da bo cvetela za teboj.  O, ti, ki živiš večno.«
Kebehnesuf je bil skupaj z Maa-atef-f, Kheri-beq-f  in Horus-Khenti-maa, štirimi Horovimi sinovi (drugi trije so bili Imset, Hapi in Duamutef) eden od Sedem sijajnih, zaščitnikov Ozirisovega telesa.

## Sklica
1. ↑  Budge, E. Wallis (1895): The Book of the Dead: The Papyrus of Ani.
2. ↑  Plates XXXIII and XXXIV.